# 유복 (경성절후)
유복(劉福, ? ~ ?)은 전한의 제후로, 하간헌왕의 현손이다.

## 생애
아버지 유우의 뒤를 이어 경성후(景成侯)에 봉해졌으나, 작위가 박탈되었다. 시호를 절이라 하였다.

## 출전
- 반고, 《한서》 권15하 왕자후표 下

| 선대 아버지 경성희후 유우 | 전한의 경성후 ? ~ ? | 후대 (봉국 폐지) |